# NGC 191
NGC 191은 고래자리에 위치한 나선은하이다. 1785년 11월 28일, 윌리엄 허셜에 의해 발견되었다.
NGC 191은 NGC 191A와 상호 작용하고 있다. 미국의 천문학자 할튼 아르프가 만든 특이은하 목록에서 "나선 은하에 가깝우며 섭동하고 있는 타원 은하들" 부분으로 포함되었다.